# Aega nanhaiensis
Aega nanhaiensis là một loài chân đều trong họ Aegidae. Loài này được Yu miêu tả khoa học năm 2007.